# Barrväxter
Barrväxter (Coniferales, Coniferophyta, Coniferae, Pinophyta, Pinophytina, Pinopsida eller Pinales) är ett taxon inom  växtriket. Barrväxterna består av sex–åtta familjer med totalt 65–70 släkten och 600–650 arter. Barrväxterna har barr och ofta, men inte alltid, kottar. Samtliga är vedartade växter. De allra flesta är träd (barrträd) men några få är buskar. Träden kan vara av såväl grantyp som ektyp. 
Barrträd ger upphov till en sur jordmån på grund av att barren ger sura nedbrytningsprodukter (se även podsol).
Det finns barrväxter över i stort sett hela världen och de är av stor ekonomisk betydelse, främst för produktion av timmer och papper. På tajgan är de helt dominerande. 

## Barrväxter i Sverige
Den svenska barrskogen domineras av barrträden gran och tall, medan en och idegran förekommer mer sparsamt. Lärk, contortatall och ädelgran är införda till Sverige av människan.

## Familjer i ordningenPinales
|  | Araukariaväxter (Araucariaceae) |
|  |                                 |
|  | Podokarpväxter (Podocarpaceae)  |
|  |                                 |

|  | Druvidegransväxter (Cephalotaxaceae)        |
|  |                                             |
|  | \| \| Idegransväxter (Taxaceae) \| \| \| \| |
|  |                                             |
|  | Idegransväxter (Taxaceae)                   |
|  |                                             |

|  | Idegransväxter (Taxaceae) |
|  |                           |

|  | Druvidegransväxter (Cephalotaxaceae)        |
|  |                                             |
|  | \| \| Idegransväxter (Taxaceae) \| \| \| \| |
|  |                                             |
|  | Idegransväxter (Taxaceae)                   |
|  |                                             |

|  | Idegransväxter (Taxaceae) |
|  |                           |

|  | Druvidegransväxter (Cephalotaxaceae)        |
|  |                                             |
|  | \| \| Idegransväxter (Taxaceae) \| \| \| \| |
|  |                                             |
|  | Idegransväxter (Taxaceae)                   |
|  |                                             |

|  | Idegransväxter (Taxaceae) |
|  |                           |

|  | Druvidegransväxter (Cephalotaxaceae)        |
|  |                                             |
|  | \| \| Idegransväxter (Taxaceae) \| \| \| \| |
|  |                                             |
|  | Idegransväxter (Taxaceae)                   |
|  |                                             |

|  | Idegransväxter (Taxaceae) |
|  |                           |

|  | Araukariaväxter (Araucariaceae) |
|  |                                 |
|  | Podokarpväxter (Podocarpaceae)  |
|  |                                 |

|  | Druvidegransväxter (Cephalotaxaceae)        |
|  |                                             |
|  | \| \| Idegransväxter (Taxaceae) \| \| \| \| |
|  |                                             |
|  | Idegransväxter (Taxaceae)                   |
|  |                                             |

|  | Idegransväxter (Taxaceae) |
|  |                           |

|  | Druvidegransväxter (Cephalotaxaceae)        |
|  |                                             |
|  | \| \| Idegransväxter (Taxaceae) \| \| \| \| |
|  |                                             |
|  | Idegransväxter (Taxaceae)                   |
|  |                                             |

|  | Idegransväxter (Taxaceae) |
|  |                           |

|  | Druvidegransväxter (Cephalotaxaceae)        |
|  |                                             |
|  | \| \| Idegransväxter (Taxaceae) \| \| \| \| |
|  |                                             |
|  | Idegransväxter (Taxaceae)                   |
|  |                                             |

|  | Idegransväxter (Taxaceae) |
|  |                           |

|  | Druvidegransväxter (Cephalotaxaceae)        |
|  |                                             |
|  | \| \| Idegransväxter (Taxaceae) \| \| \| \| |
|  |                                             |
|  | Idegransväxter (Taxaceae)                   |
|  |                                             |

|  | Idegransväxter (Taxaceae) |
|  |                           |

|  | Araukariaväxter (Araucariaceae) |
|  |                                 |
|  | Podokarpväxter (Podocarpaceae)  |
|  |                                 |

|  | Druvidegransväxter (Cephalotaxaceae)        |
|  |                                             |
|  | \| \| Idegransväxter (Taxaceae) \| \| \| \| |
|  |                                             |
|  | Idegransväxter (Taxaceae)                   |
|  |                                             |

|  | Idegransväxter (Taxaceae) |
|  |                           |

|  | Druvidegransväxter (Cephalotaxaceae)        |
|  |                                             |
|  | \| \| Idegransväxter (Taxaceae) \| \| \| \| |
|  |                                             |
|  | Idegransväxter (Taxaceae)                   |
|  |                                             |

|  | Idegransväxter (Taxaceae) |
|  |                           |

|  | Druvidegransväxter (Cephalotaxaceae)        |
|  |                                             |
|  | \| \| Idegransväxter (Taxaceae) \| \| \| \| |
|  |                                             |
|  | Idegransväxter (Taxaceae)                   |
|  |                                             |

|  | Idegransväxter (Taxaceae) |
|  |                           |

|  | Druvidegransväxter (Cephalotaxaceae)        |
|  |                                             |
|  | \| \| Idegransväxter (Taxaceae) \| \| \| \| |
|  |                                             |
|  | Idegransväxter (Taxaceae)                   |
|  |                                             |

|  | Idegransväxter (Taxaceae) |
|  |                           |

|  | Araukariaväxter (Araucariaceae) |
|  |                                 |
|  | Podokarpväxter (Podocarpaceae)  |
|  |                                 |

|  | Druvidegransväxter (Cephalotaxaceae)        |
|  |                                             |
|  | \| \| Idegransväxter (Taxaceae) \| \| \| \| |
|  |                                             |
|  | Idegransväxter (Taxaceae)                   |
|  |                                             |

|  | Idegransväxter (Taxaceae) |
|  |                           |

|  | Druvidegransväxter (Cephalotaxaceae)        |
|  |                                             |
|  | \| \| Idegransväxter (Taxaceae) \| \| \| \| |
|  |                                             |
|  | Idegransväxter (Taxaceae)                   |
|  |                                             |

|  | Idegransväxter (Taxaceae) |
|  |                           |

|  | Druvidegransväxter (Cephalotaxaceae)        |
|  |                                             |
|  | \| \| Idegransväxter (Taxaceae) \| \| \| \| |
|  |                                             |
|  | Idegransväxter (Taxaceae)                   |
|  |                                             |

|  | Idegransväxter (Taxaceae) |
|  |                           |

|  | Druvidegransväxter (Cephalotaxaceae)        |
|  |                                             |
|  | \| \| Idegransväxter (Taxaceae) \| \| \| \| |
|  |                                             |
|  | Idegransväxter (Taxaceae)                   |
|  |                                             |

|  | Idegransväxter (Taxaceae) |
|  |                           |

Ibland anges att druvidegransväxterna ingår i idegransfamiljen, och vissa botaniker anser att några släkten i podokarpväxterna ska utgöra en egen familj, Phyllocladaceae. Tidigare fanns ytterligare en familj, sumpcypressväxter (Taxodiaceae) men denna ingår numera i cypressväxterna. 

## Bildgalleri

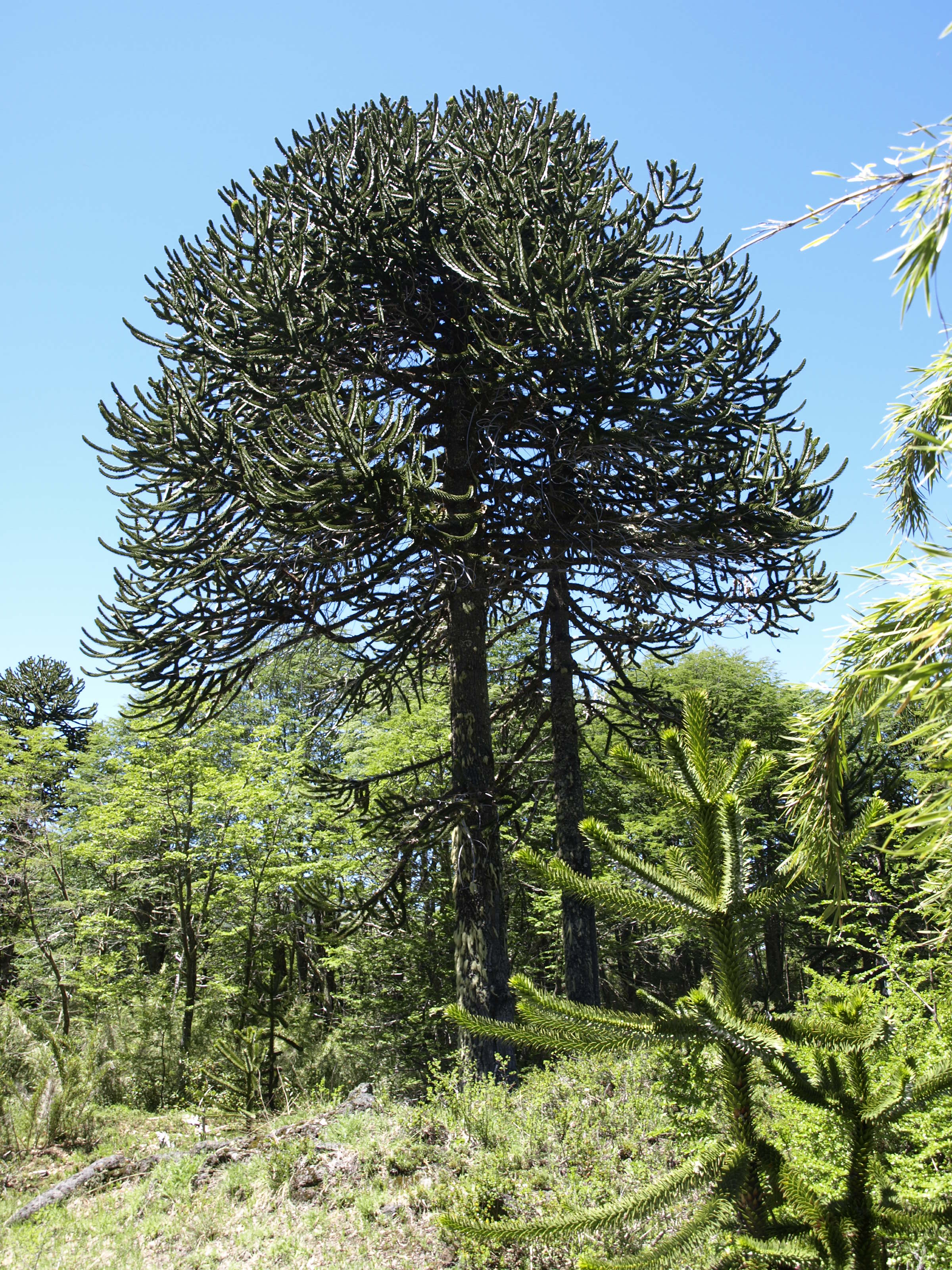
Brödgran (i Chile).
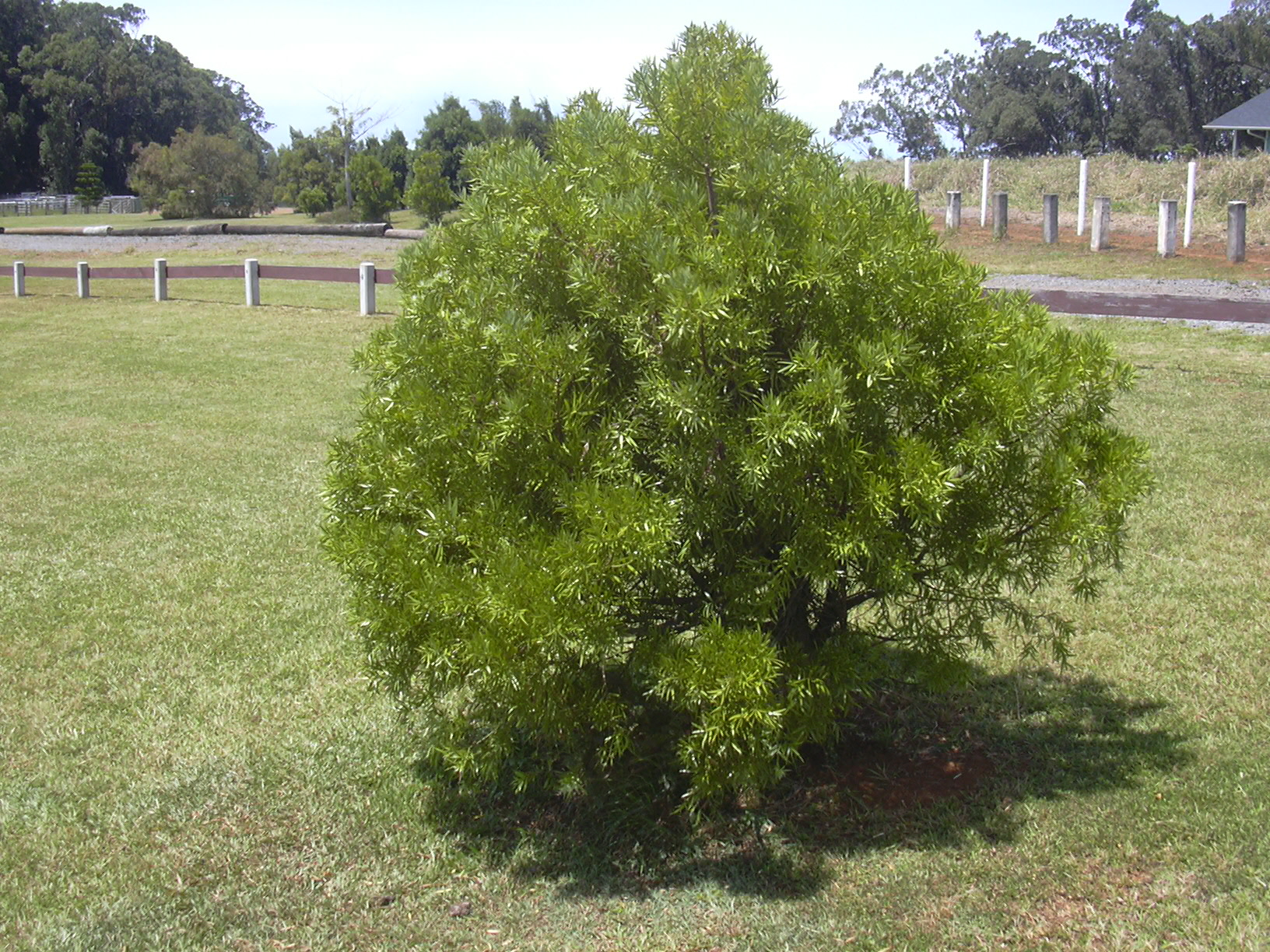
Afrocarpus gracilior (på Maui).
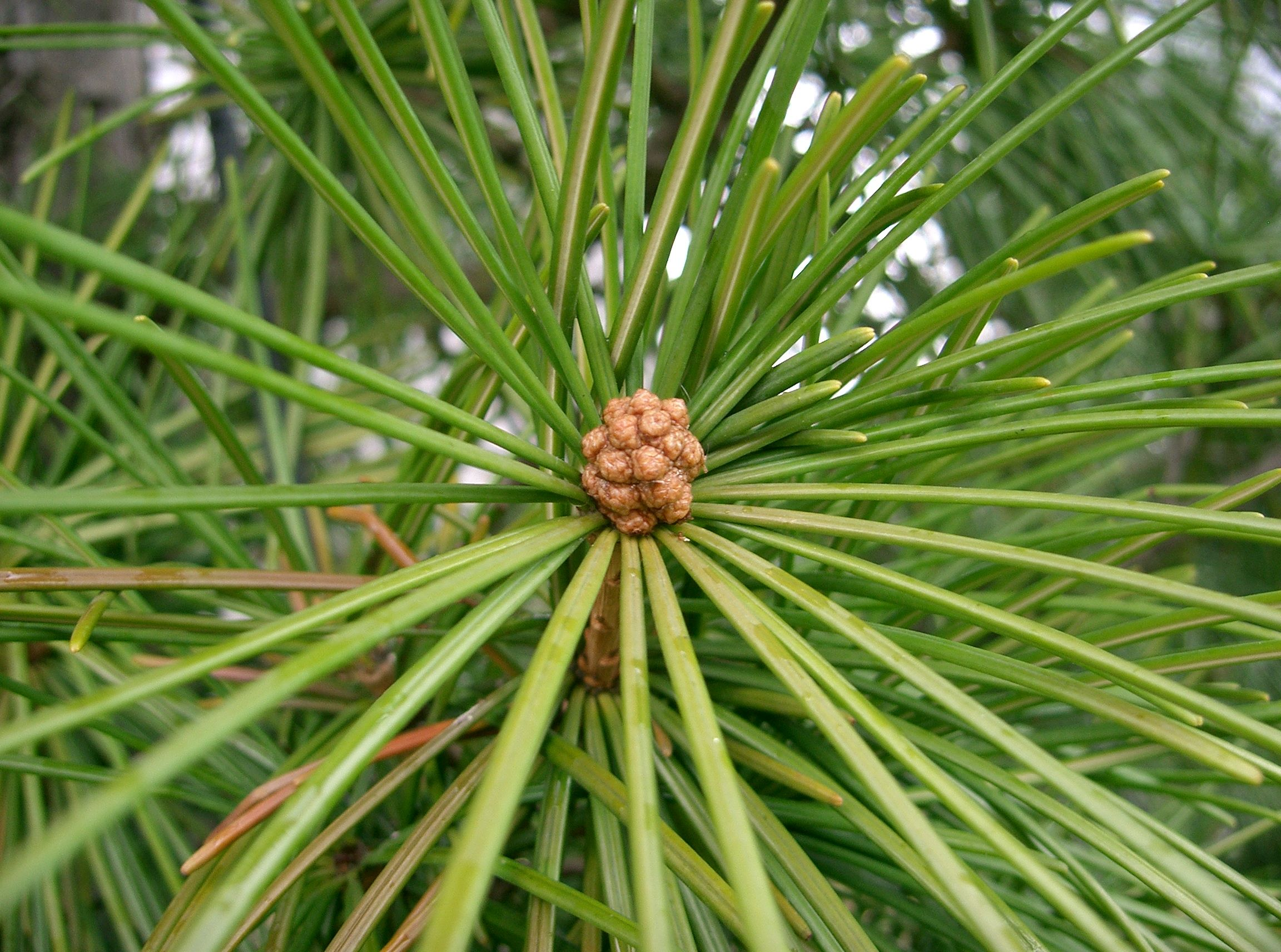
Solfjädertall (gren med kotte).
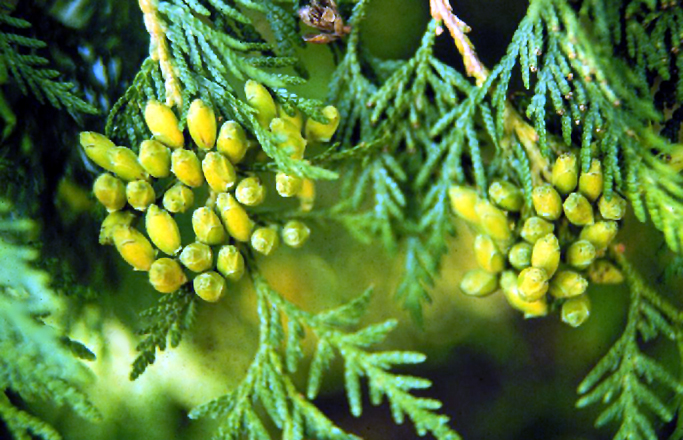
Tuja (kvistar med kottar).
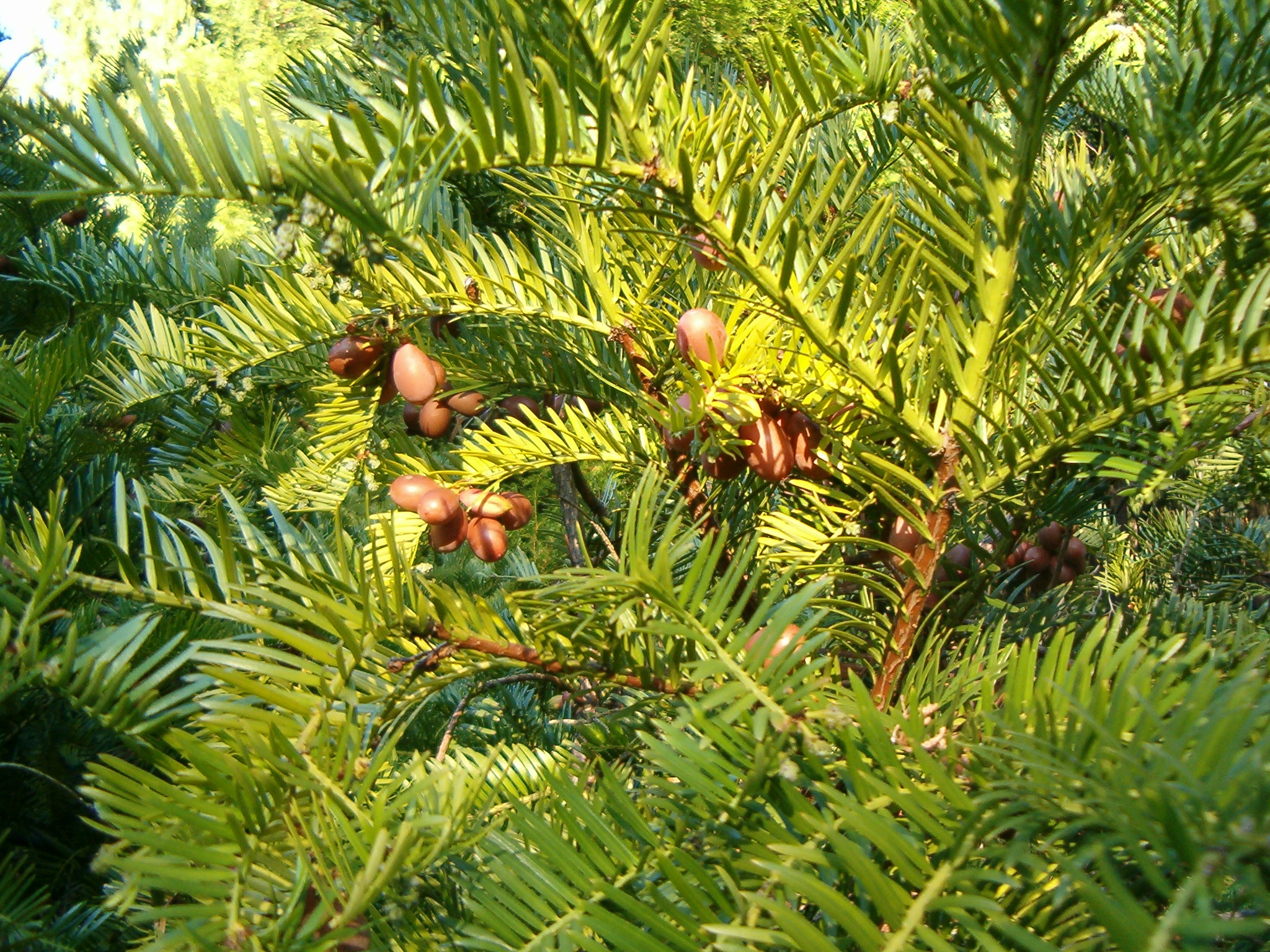
Druvidegran (se de druvliknande frukterna).
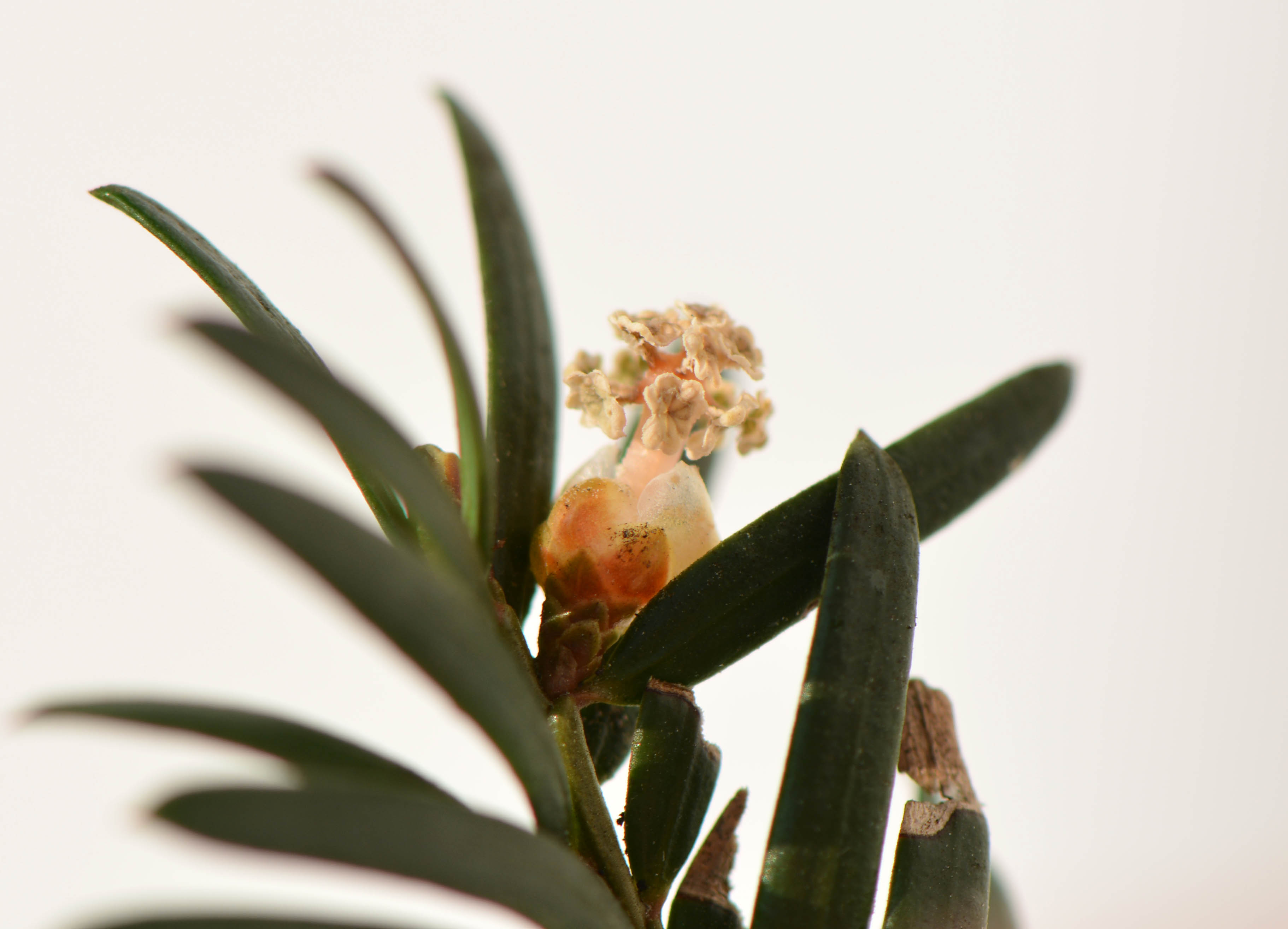
Idegran (blomställning).